# Things We Said Today
Things We Said Today è un brano del gruppo musicale britannico The Beatles pubblicato come decima traccia nell'album A Hard Day's Night del 1964.
Fu scritto da Paul McCartney, che la dedicò alla sua compagna dell'epoca: l'attrice Jane Asher.

## Formazione
- Paul McCartney: voce e basso
- John Lennon: chitarra acustica, piano
- George Harrison: chitarra solista
- Ringo Starr: batteria, tamburello